# Talmessit
Talmessit ist ein selten vorkommendes Mineral aus der Mineralklasse der „Phosphate, Arsenate und Vanadate“ mit der idealisierten chemischen Zusammensetzung Ca2Mg[AsO4]2·2H2O und damit chemisch gesehen ein wasserhaltiges Calcium-Magnesium-Arsenat.
Talmessit kristallisiert im triklinen Kristallsystem und entwickelt kleine Kristalle bis etwa drei Millimeter Größe mit einem glasähnlichen Glanz auf den Oberflächen. Meist findet er sich in radialstrahligen, faserigen Mineral-Aggregaten, stalaktitischen Formen oder krustigen Überzügen. In reiner Form ist Talmessit farblos und durchsichtig. Durch vielfache Lichtbrechung aufgrund von Gitterfehlern oder polykristalliner Ausbildung kann er aber auch durchscheinend weiß sein und durch Fremdbeimengungen von Cobalt eine rosarote bis bräunlichrosa beziehungsweise von Nickel eine blassgrüne Farbe annehmen. Seine Strichfarbe ist allerdings immer weiß.
Talmessit bildet eine Mischkristallreihe mit Gaitit (Ca2Zn[AsO4]2·2H2O) und Anorthoroselith (ehemals Roselith-β; Ca2Co[AsO4]2·2H2O).

## Etymologie und Geschichte
Erstmals entdeckt wurde Talmessit in der Talmessi Mine bei Anarak in der iranischen Provinz Isfahan. Analysiert und erstbeschrieben wurde das Mineral durch Pierre Bariand (1933–2021) und P. Herpin, die es nach dessen Typlokalität benannten. Nach Anerkennung durch die International Mineralogical Association (IMA) wurde die Erstbeschreibung 1960 im französischen Fachmagazin Bulletin de la Société Française de Minéralogie et de Cristallographie veröffentlicht.
Das Typmaterial des Minerals wird in den Sammlungen der Mines ParisTech (auch École nationale supérieure des mines de Paris, ENSM) mit unbekannter Inventarnummer (CT) und des Muséum national d’histoire naturelle (MHN) in Paris (Frankreich) unter der Inventarnummer 160.1 (T), des Natural History Museum (NHM) in London (Vereinigtes Königreich) unter der Inventarnummer BM 1962,281 (T) und des Royal Ontario Museum (ROM) in Toronto unter der Inventarnummer M39652 (HT) aufbewahrt.
1956 veröffentlichten L. K. Jachontowa und G. A Sidorenko (russisch Л. К.Яхонтова, Г. А Сидоренко) die Erstbeschreibung zweier Minerale, die als Arsenat-Belovit und Phosphat-Belovit bezeichnet wurde. Die Bestätigung der Erstbeschreibung bei der Vorstellung der neuen Mineralnamen 1957 durch Michael Fleischer enthielt allerdings eine zur Diskussion gestellte Anmerkung, dass es offensichtlich gültige Mineralarten seien, die Daten jedoch nicht ausreichten, um sie der monoklinen Roselithgruppe oder der triklinen Fairfielditgruppe zuzuweisen. Auch sei die Nomenklatur völlig unbefriedigend, da die gewählten Namen bei isostrukturellen Mineralen verwendet werden sollten. Das Argument der Mineralverwandtschaft sei dagegen nicht überzeugend und es sei daher wünschenswert eine Entscheidung zu treffen, das eine Mineral als Belovit und das andere Mineral völlig anders zu bezeichnen.
Spätere Analysen konnten zeigen, dass der von Bariand und Herpin beschriebene Talmessit mit dem von Jachontowa und Sidorenko als Arsenat-Belovit bezeichneten Mineral identisch waren. Da sie zudem mit dem von Nefedov 1953 beschriebenen Belovit übereinstimmten, wurden beide 1965 von der IMA diskreditiert. Für den Talmessit wurde die Entscheidung revidiert, nachdem Formel und Struktur 1977 neu definiert wurden. In dem 1987 herausgegebenen neuen „Verfahren der IMA-Kommission für neue Mineralien und Mineralnamen und Richtlinien zur Mineraliennomenklatur“ (englisch Procedures involving the IMA Commission on New Minerals and Mineral Names and guidelines on mineral nomenclature) wurde eine Liste von zuvor von der IMA/CNMNC anerkannten und diskreditierten Mineralnamen angehängt. Diese bestätigte die offizielle Anerkennung von Talmessit und Diskreditierung von Arsenat-Belovit. Talmessit wird seitdem in der „Liste der Minerale und Mineralnamen“ der IMA unter der Summenanerkennung „1985 s.p.“ (special procedure) geführt.

## Klassifikation
Bereits in der veralteten 8. Auflage der Mineralsystematik nach Strunz gehörte der Talmessit zur Mineralklasse der „Phosphate, Arsenate und Vanadate“ und dort zur Abteilung „Wasserhaltige Phosphate, Arsenate und Vanadate ohne fremde Anionen“, wo er gemeinsam mit Anorthoroselith (ehemals Roselith-β), Cassidyit, Collinsit, Fairfieldit und Messelit in der „Fairfieldit-Reihe“ mit der Systemnummer VII/C.12a steht.
In der zuletzt 2018 überarbeiteten Lapis-Systematik nach Stefan Weiß, die formal auf der alten Systematik von Karl Hugo Strunz in der 8. Auflage basiert, erhielt das Mineral die System- und Mineralnummer VII/C.17-050. Dies entspricht ebenfalls der Abteilung „Wasserhaltige Phosphate, ohne fremde Anionen“, wo Talmessit zusammen mit Anorthoroselith, Brandtit, Cassidyit, Collinsit, Fairfieldit, Gaitit, Hillit, Messelit, Nickeltalmessit, Parabrandtit, Roselith, Rruffit, Wendwilsonit und Zinkroselith die „Fairfieldit-Roselith-Reihe“ mit der Systemnummer VII/C.17 bildet.
Die von der IMA zuletzt 2009 aktualisierte 9. Auflage der Strunz’schen Mineralsystematik ordnet den Talmessit in die Klasse der „Phosphate, Arsenate und Vanadate“ und dort in die Abteilung „Phosphate usw. ohne zusätzliche Anionen; mit H2O“ ein. Hier ist das Mineral in der Unterabteilung „Mit großen und mittelgroßen Kationen; RO4 : H2O = 1 : 1“ zu finden, wo es zusammen mit Anorthoroselith, Cassidyit, Collinsit, Fairfieldit, Gaitit, Hillit, Messelit, Nickeltalmessit und Parabrandtit die „Fairfielditgruppe“ mit der Systemnummer 8.CG.05 bildet.
In der vorwiegend im englischen Sprachraum gebräuchlichen Systematik der Minerale nach Dana hat Talmessit die System- und Mineralnummer 40.02.02.05. Das entspricht der Klasse der „Phosphate, Arsenate und Vanadate“ und dort der Abteilung „Wasserhaltige Phosphate etc.“. Hier findet er sich innerhalb der Unterabteilung „Wasserhaltige Phosphate etc., mit A2+(B2+)2(XO4) × x(H2O)“ in der „Fairfieldit-Untergruppe (Triklin: P-1)“, in der auch Fairfieldit, Messelit, Collinsit, Cassidyit, Gaitit, Anorthoroselith, Parabrandtit, Hillit und Nickeltalmessit eingeordnet sind.

## Kristallstruktur
Talmessit kristallisiert triklin in der Raumgruppe P1 (Raumgruppen-Nr. 2) mit den Gitterparametern a = 5,87 Å; b = 6,94 Å; c = 5,54 Å; α = 97,3°; β = 108,7° und γ = 108,1° sowie eine Formeleinheit pro Elementarzelle.

## Bildung und Fundorte

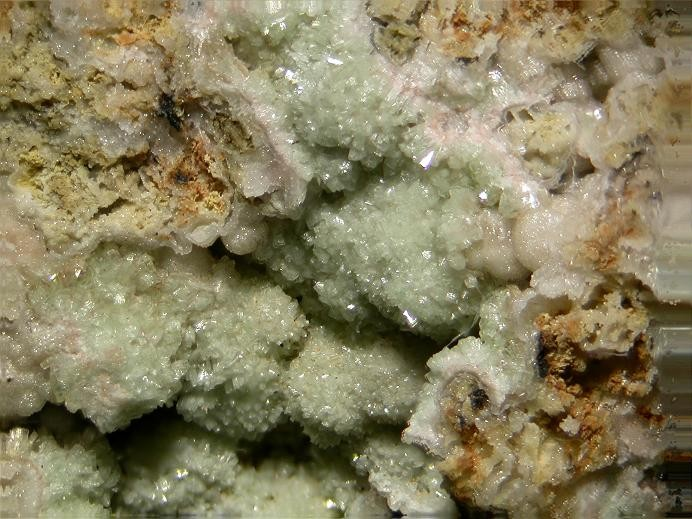
Grünlicher, nickelhaltiger Talmessit aus Aït Ahmane, Distrikt Bou Azzer, Marokko (Sichtfeld 5 mm)

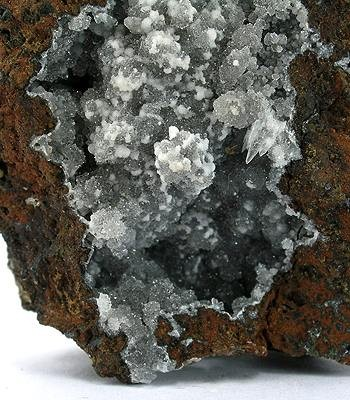
Talmessit (kalkweise Kriställchen) auf Austinit (glänzende, graue Kristalle) aus der Gold Hill Mine, Deep Creek Mountains, Tooele County, Utah (Gesamtgröße: 7,7 cm × 5,2 cm × 3,0 cm)

Talmessit bildet sich sekundär in der Oxidationszone von hydrothermalen Lagerstätten. Als Begleitminerale können unter anderem Annabergit, Aragonit, Austinit, Baryt, Calcit, Dolomit, Domeykit, Erythrin, Fluorit, Gaitit, Pikropharmakolith und Pharmakolith auftreten.
Als seltene Mineralbildung konnte Talmessit nur an wenigen Fundorten nachgewiesen werden, wobei weltweit bisher etwas mehr als 50 Vorkommen dokumentiert sind (Stand 2025). Seine Typlokalität Talmessi Mine bei Anarak ist dabei der bisher einzige bekannte Fundort im Iran.
In Deutschland konnte Talmessit bisher bei Wittichen in Baden-Württemberg, in der Grube Wilhelm bei Bauhaus (Nentershausen) und auf einer Erzhalde bei Richelsdorf in Hessen sowie im Schacht 139 (Abrahamhalde) bei Lauta (Marienberg), im Schacht 366 neha Bad Schlema-Hartenstein und bei Schneeberg im sächsischen Erzgebirge gefunden werden.
Der bisher einzige bekannte Fundort in Österreich ist Hirschentor, wo das Mineral bei einem Straßenaufschluss nahe Klippitztörl in Kärnten entdeckt wurde.
In der Schweiz kennt man das Mineral bisher nur aus der Grube Falotta bei Tinizong-Rona im Kanton Graubünden.
Weitere bisher bekannte Fundorte sind unter anderem in Sar-e-Sang in Afghanistan, einzelne Gruben in Antofagasta, Arica y Parinacota und Tarapacá sowie mehrere Gruben in der Gemeinde Tierra Amarilla (Atacama) in Chile, Nujiang (Yunnan) in der Volksrepublik China, Sainte-Marie-aux-Mines und Lucéram in Frankreich, Plaka (Lavrio, Ostattika) in Griechenland, Ne (Ligurien) und Montaldo di Mondovì (Piemont) in Italien, Saiki (Kyūshū) in Japan, verhältnismäßig viele Gruben in der Region Drâa-Tafilalet in Marokko, Tsumeb in Namibia, Allchar in Nordmazedonien, Belalcázar und Cardeña (beide in Córdoba, Andalusien) in Spanien, Jáchymov in Tschechien, Baranya und Borsod-Abaúj-Zemplén in Ungarn, West Devon (England) im Vereinigten Königreich sowie einzelne Fundstätten in den Counties Mohave (Arizona), San Bernardino (Kalifornien) und Tooele (Utah) in den Vereinigten Staaten von Amerika.